# Mataranka
Mataranka – miejscowość na obszarze Terytorium Północnego w Australii, w odległości 420 km na południowy wschód od Darwin. Mataranka położona jest przy skrzyżowaniu dróg Stuart Highway i  Roper Highway, na obrzeżach parku narodowego Elsey nad rzeką Roper.